# Referendum sull'indipendenza dell'Ucraina
Il referendum riguardo all'indipendenza dell'Ucraina si è svolto il 1º dicembre 1991. L'unica domanda scritta sulle schede era: "Approvi l'Atto di Dichiarazione di Indipendenza dell'Ucraina?" con il testo dell'Atto stampato prima della domanda. Il referendum fu richiesto dal Parlamento dell'Ucraina per confermare l'Atto di Indipendenza, adottato dal Parlamento il 24 agosto 1991.
I cittadini ucraini espressero un sostegno schiacciante per l'indipendenza. Al referendum votarono 31.891.742 (l'84,18% dei residenti) e tra di essi 28.804.071 (il 90,32%) votarono "Sì".
Nello stesso giorno, si tennero anche le elezioni presidenziali, nella quale gli ucraini elessero Leonid Kravčuk (all'epoca capo del parlamento) presidente dell'Ucraina.

## Risultati per regione

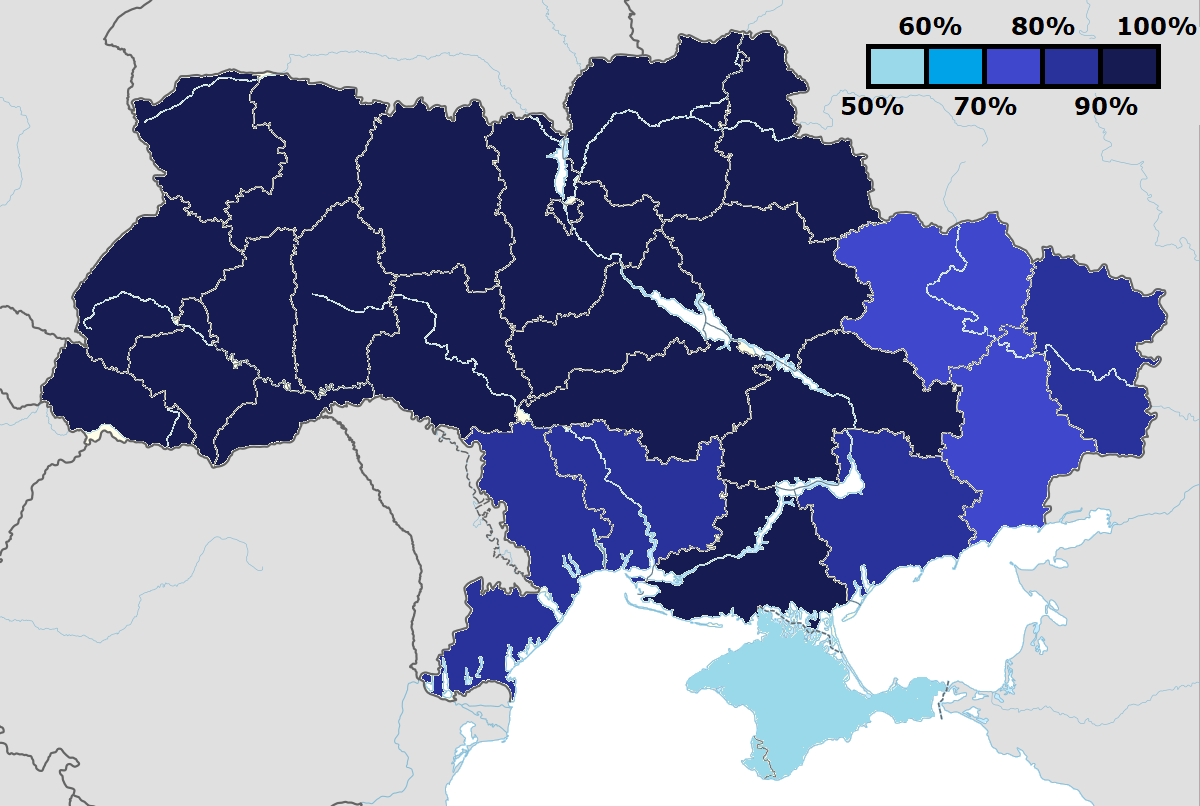
Risultati regionali del referendum sull'indipendenza dell'Ucraina nel 1991

L'Atto di Indipendenza fu sostenuto dai cittadini di tutte le regioni amministrative dell'Ucraina: 24 oblast', 1 repubblica autonoma e 2 città con status speciale.
| Regione                       | Voti per il "Sì" in % |
| ----------------------------- | --------------------- |
| Repubblica autonoma di Crimea | 54,19                 |
| Oblast' di Čerkasy            | 96,03                 |
| Oblast' di Černihiv           | 93,74                 |
| Oblast' di Černivci           | 92,78                 |
| Oblast' di Dnipropetrovs'k    | 90,86                 |
| Oblast' di Donec'k            | 76,85                 |
| Oblast' di Ivano-Frankivs'k   | 95,81                 |
| Oblast' di Charkiv            | 75,83                 |
| Oblast' di Cherson            | 90,13                 |
| Oblast' di Chmel'nyc'kyj      | 96,30                 |
| Oblast' di Kiev               | 95,52                 |
| Oblast' di Kirovohrad         | 93,88                 |
| Oblast' di Luhans'k           | 83,86                 |
| Oblast' di Leopoli            | 97,46                 |
| Oblast' di Mykolaïv           | 89,45                 |
| Oblast' di Odessa             | 85,38                 |
| Oblast' di Poltava            | 94,93                 |
| Oblast' di Rivne              | 95,96                 |
| Oblast' di Sumy               | 92,61                 |
| Oblast' di Ternopil'          | 98,67                 |
| Oblast' della Transcarpazia   | 92,59                 |
| Oblast' di Vinnycja           | 95,43                 |
| Oblast' di Volinia            | 96,32                 |
| Oblast' di Zaporižžja         | 80,74                 |
| Oblast' di Žytomyr            | 95,06                 |
| Città di Kiev                 | 92,87                 |
| Città di Sebastopoli          | 57,07                 |